# Arnold Kłonczyński
Arnold Adam Kłonczyński (ur. 7 września 1967 w Miastku) – polski historyk, doktor habilitowany, profesor nadzwyczajny Uniwersytetu Gdańskiego, w kadencjach 2016–2020 i 2020–2024 prorektor UG, od 2024 dyrektor Biblioteki Głównej Uniwersytetu Gdańskiego.

## Życiorys
Absolwent Wydziału Historii Uniwersytetu Gdańskiego (1994). Nauczyciel historii w I LO w Gdyni (1993–2000) oraz III LO w Gdyni oraz International Baccalaureate School No 0704 (1996–2012).
Od 2001 asystent, a następnie adiunkt w Zakładzie Dydaktyki Historii Uniwersytetu Gdańskiego. W 2005 pod kierunkiem prof. Jana Szymańskiego obronił pracę doktorską pod tytułem Odrodzenie i rozwój stosunków polsko-szwedzkich w latach 1945–1956.
W 2013 za pracę My w Szwecji nie porastamy mchem… Emigranci z Polski do Szwecji w latach 1945–1980 uzyskał habilitację. Profesor Uniwersytetu Gdańskiego od 2013 roku.
W latach 2012–2016 pełnił funkcję prodziekana ds. kształcenia i studentów Wydziału Historycznego UG. Następnie do 2024 pełnił funkcję prorektora UG. W tym samym roku został dyrektorem Biblioteki Głównej Uniwersytetu Gdańskiego.

## Odznaczenia
- Srebrny Krzyż Zasługi (2007)[7]

## Publikacje[8]
- Historia. Książka dla nauczyciela dla IV klasy podstawowej (1999)
- Odbudowa i rozwój stosunków polsko-szwedzkich w latach 1945–1956 (2005)
- Historia i społeczeństwo dla IV klasy podstawowej. Poradnik dla nauczyciela (2006)
- Stosunki polsko-szwedzkie w latach 1945–1956 (2007)
- My w Szwecji nie porastamy mchem… Emigranci z Polski do Szwecji w latach 1945–1980 (2012)